# Сумка
Сумка — ємність, вироблена зі шкіри чи тканини, що має форму торбинки, футляра з ручками і служить для перенесення чого-небудь.

## Види сумок
- Господарська сумка
- Жіноча сумка.
- Санітарна сумка.
- Пляжна сумка.
- Сумка-холодильник.
- Сумка-рюкзак
- Поясна сумка — маленька сумка, яку носять попереду на поясі
- Підсумок — військова сумка з відділками для обойм і магазинів
- Ташка — гусарська сумка

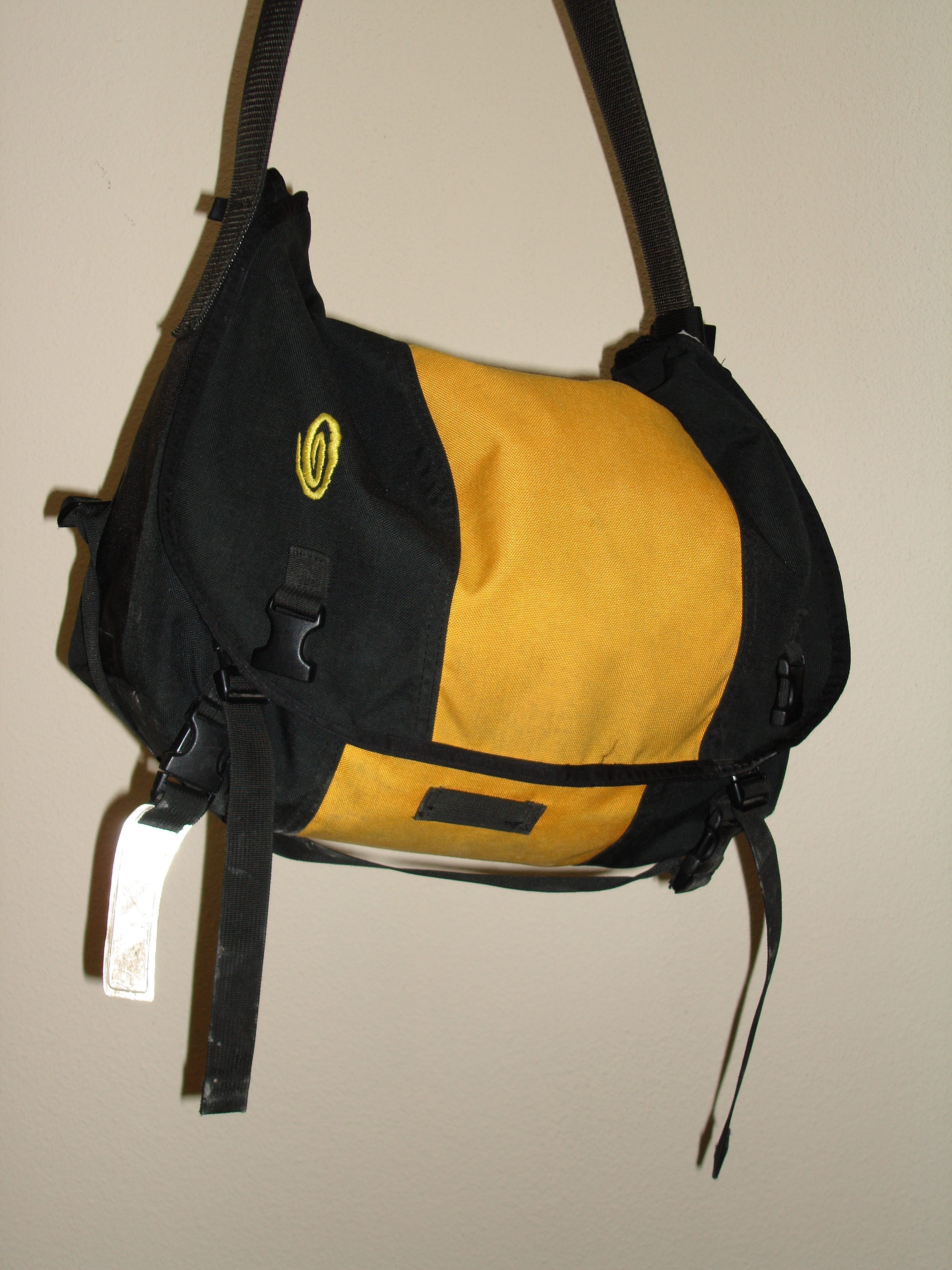
Сумка з ручкою через плече
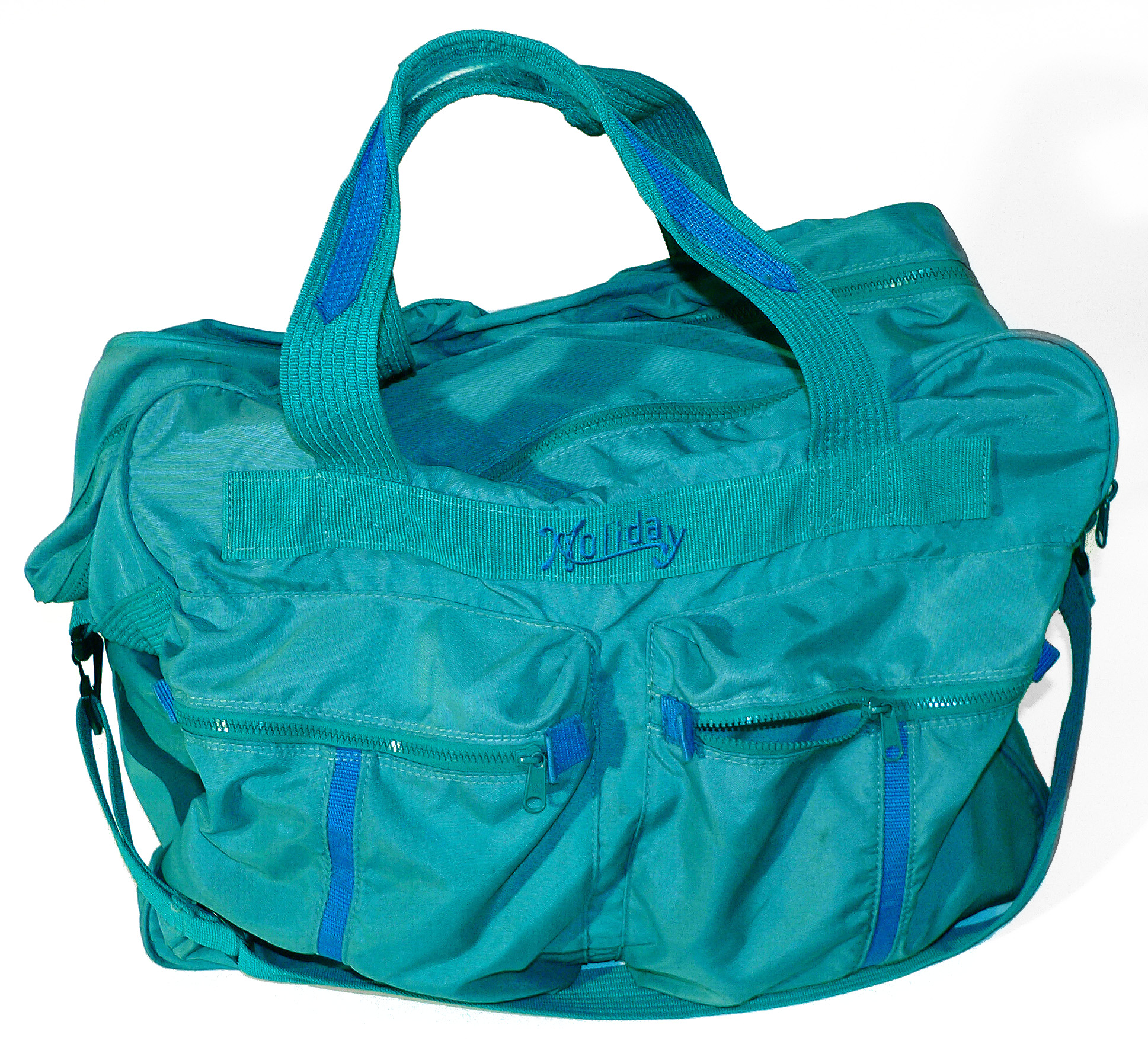
Дорожня сумка
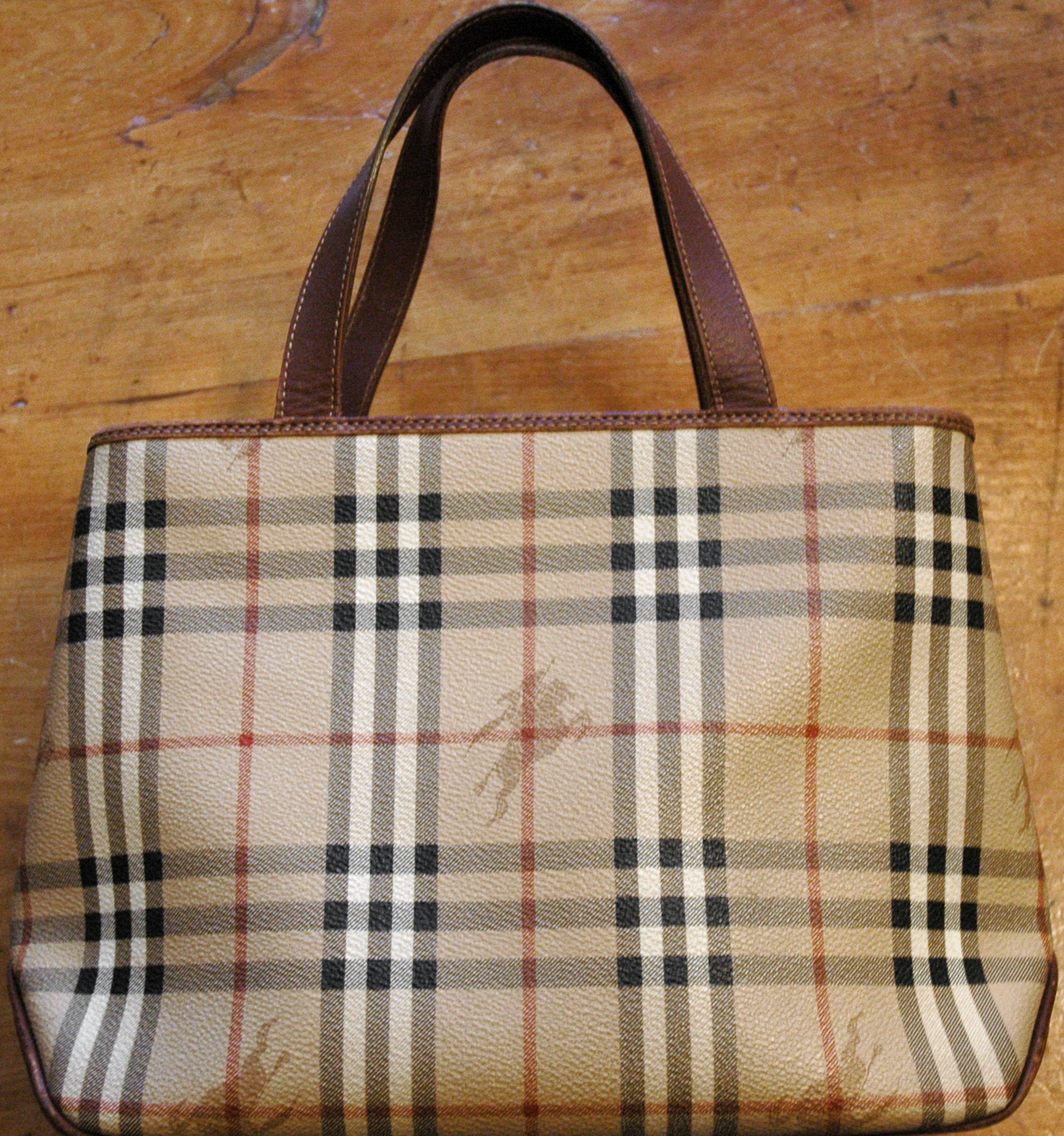
Сумка для покупок